# Anders Meibom
Anders Meibom (født 9. september 1969 i Odense) er en tidligere dansk fodboldspiller, professor på Museum National d' Histoire Naturelle i Paris fra 2005.
Meibom er opvokset i Bolbro i Odense. Han gik på Provstegaardskolen, blev student fra Sct. Knuds Gymnasium og studeredede derefter på Odense Universitet frem til en ph.d i fysik 1997. Derefter blev det studier i USA; University of Hawaii 1997-2000, Geological and Environmental Sciences og derefter Stanford University 2001-2004. Han blev 2005 udnævnt til professor ved Museum National d' Histoire Naturelle i Paris, hvor han forsker indenfor geo- og kosmokemi, dvs. analyser af meteoritter og støv fra solsystemet, og bio-mineralisation som er studier af dyr, som laver mineraler, som f.eks. koraller). Han arbejder med Nano SIMS, som analyserer sammensætningen af mineraler i partikler helt ned til en mikrodel af en meter.
Meibom var i sin ungdom en dygtig fodboldspiller i B.1909 og OB, Han kom på B B.1913’s divisionshold, og spillede 39 U-landskampe. Han blev af DBU udnævnt til årets U-19 talent 1987.
Anders Meiboms lillebror Søren Meibom, var også i sin ungdom en dygtig fodboldspiller. Han var er bosat og i USA, hvor han arbejder for NASA. Brødrenes morbror Preben Hansen spillede for OB.